# Stenungsunds kommun
Stenungsunds kommun är en kommun i Västra Götalands län, i före detta Göteborgs och Bohus län. 

## Administrativ historik
Kommunens område motsvarar socknarna: Jörlanda, Norum, Spekeröd, Ucklum  och Ödsmål, alla i Inlands Nordre härad. I dessa socknar bildades vid kommunreformen 1862 landskommuner med motsvarande namn.
Stenungsunds municipalsamhälle inrättades 19 december 1919 och upplöstes vid utgången av 1951.
Vid kommunreformen 1952 uppgick Jörlanda landskommun i den då bildade Kode landskommun och övriga landskommuner sammanlades i den då bildade Stenungsunds landskommun.
Stenungsunds kommun bildades vid kommunreformen 1971 av Stenungsunds landskommun och en del ur Kode landskommun (Jörlanda).
Kommunen ingår i Göteborgsregionens kommunalförbund sedan dess bildande 1974.
Kommunen ingick från bildandet till 2006 i Stenungsunds domsaga och kommunen ingår sedan 2006 i Uddevalla domsaga.

## Geografi
Kommunen är belägen i de södra delarna av landskapet Bohuslän ca 5 mil norr om Göteborg, vid Skagerrak innanför öarna Orust och Tjörn. I öster gränsar kommunen till Lilla Edets kommun i före detta Älvsborgs län, i söder till Kungälvs kommun, i väster till Tjörns kommun och Orusts kommun samt i norr till Uddevalla kommun, alla i före detta Göteborgs och Bohus län.

### Topografi och hydrografi
Kommunen karaktäriseras av en starkt kuperad terräng med djupa sprickdalar. Bergpartierna reser sig med höga och branta sidor från de uppodlade lerfyllda dalbottnarna. I skogsterrängen kring sjön Stora Hällungen fylls sprickdalarna med morän och sandiga, grusiga sediment. Skyddade lägen i den inre skärgården ger öarna i Hakefjord och fastlandskusten en rik lundflora, med bergkullar som ofta omges av lövskogar bestående av ek, bok och hassel.
Den östra delen av kommunen, särskilt Svartedalen, utgör ett omfattande och varierat barrskogsområde med många sjöar och myrar som slingrar sig genom de smala sprickdalarna.

### Administrativ indelning
Fram till 2016 var kommunen för befolkningsrapportering indelad i fyra församlingar: Jörlanda församling, Norums församling, Spekeröd-Ucklums församling och Ödsmåls församling.

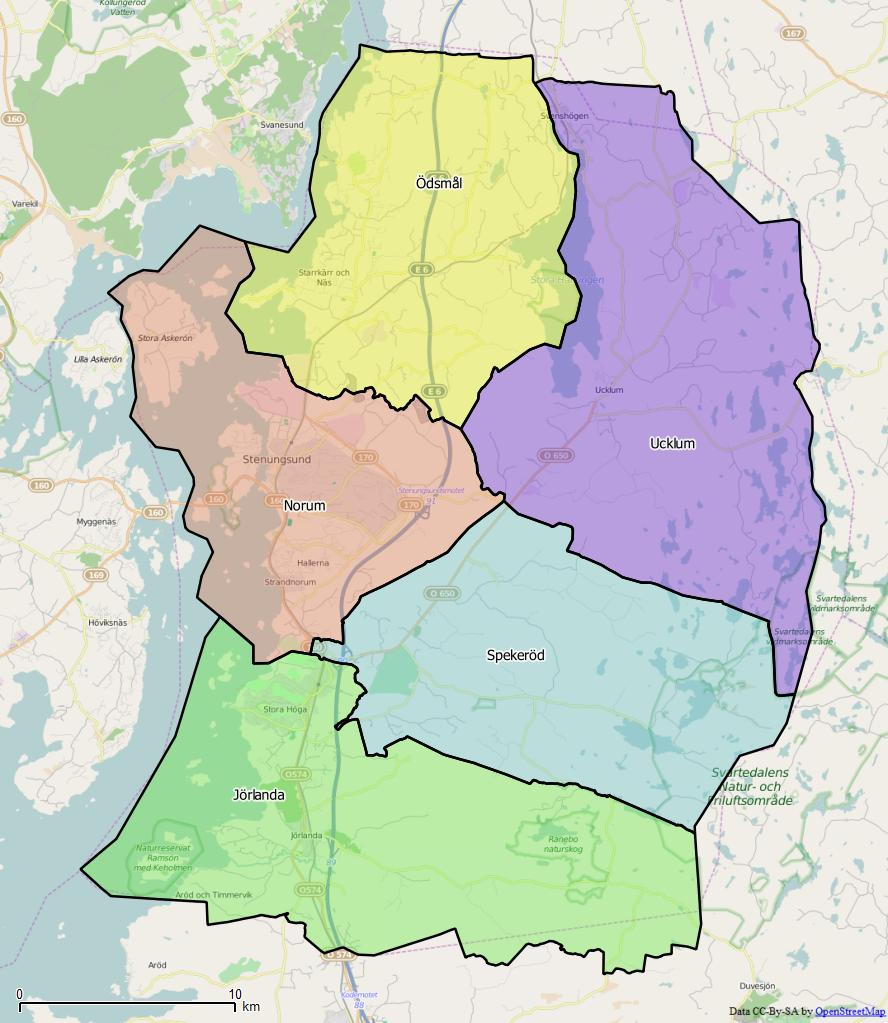
Distrikt (socknar) inom Stenungsunds kommun

Från 2016 indelas kommunen istället i fem distrikt, vilka motsvarar de tidigare socknarna: Jörlanda, Norum, Spekeröd, Ucklum och Ödsmål.

### Tätorter
- Jörlanda
- Stora Höga
- Aröd och Timmervik (del av)
- Spekeröd
- Stenungsund
- Stenungsön
- Svartehallen
- Svenshögen
- Ucklum
- Ödsmål

## Styre och politik

### Styre
| År        | Partier | Partier | Partier | Partier | Partier | Partier |
| --------- | ------- | ------- | ------- | ------- | ------- | ------- |
| 2006-2010 | M       | FP      | C       | KD      | MP      |         |
| 2010-2014 | M       | FP      | C       | KD      |         |         |
| 2014-2017 | M       | L       | C       | KD      |         |         |
| 2017-2018 | S       | MP      | V       |         |         |         |
| 2018-2022 | S       | C       | ST      | V       | MP      |         |
| 2022-     | S       | M       |         |         |         |         |

### Kommunfullmäktige

#### Presidium
| Presidium 2022–2026    | Presidium 2022–2026 | Presidium 2022–2026 |
| ---------------------- | ------------------- | ------------------- |
| Ordförande             | S                   | Katja Nikula        |
| Förste vice ordförande | M                   | Michael Ernfors     |
| Andre vice ordförande  | V                   | Birgit Lövkvist     |

#### Lista över kommunfullmäktiges ordförande
| Namn | Namn           | Tillträdde      | Avgick           | Politisk tillhörighet |
| ---- | -------------- | --------------- | ---------------- | --------------------- |
|      | Jan Glimstedt  |                 | 14 oktober 2018  | Liberalerna           |
|      | Carola Granell | 15 oktober 2018 | 31 December 2019 | Socialdemokraterna    |
|      | Katja Nikula   | 6 februari 2020 |                  | Socialdemokraterna    |

#### Mandatfördelning 1970–2022
|  | 15 | 3 | 10 | 8 | 4 |

| 36 |

|  | 14 | 3 | 12 | 6 | 5 |

| 35 | 6 |

|  | 15 | 2 | 12 | 6 | 5 |

| 28 | 13 |

| 2 | 14 | 2 | 9 | 6 | 8 |

| 28 | 13 |

| 2 | 16 | 9 | 3 |  | 10 |

| 30 | 11 |

|  | 16 | 2 | 7 | 7 | 8 |

| 30 | 11 |

|  | 15 | 4 | 7 | 6 |  | 7 |

| 29 | 12 |

|  | 12 | 2 | 2 | 5 | 6 | 3 | 10 |

| 27 | 14 |

| 2 | 17 | 3 | 4 | 5 |  | 9 |

| 24 | 17 |

| 4 | 14 | 2 | 3 | 4 | 5 | 9 |

| 23 | 18 |

| 3 | 15 |  |  | 3 | 7 | 4 | 7 |

| 21 | 20 |

| 2 | 14 | 2 |  | 4 | 5 | 3 | 10 |

| 22 | 19 |

| 2 | 13 | 3 |  | 3 | 5 | 2 | 12 |

| 21 | 20 |

| 2 | 13 | 3 | 4 | 2 | 3 | 2 | 12 |

| 19 | 22 |

| 3 | 14 |  | 7 | 3 | 3 | 4 | 3 | 12 |

| 27 | 24 |

| 3 | 14 |  | 9 | 3 | 3 |  | 3 | 12 |

| 28 | 23 |

### Nämnder

#### Kommunstyrelse
Totalt har kommunstyrelsen 15 ledamöter, varav 4 tillhör socialdemokraterna, 4 tillhör moderaterna, 3 tillhör Sverigedemokraterna medan centerpartiet, liberalerna, kristdemokraterna, samt vänsterpartiet alla 1 ledamot vardera.
| Presidium 2023–2026    | Presidium 2023–2026 | Presidium 2023–2026 |
| ---------------------- | ------------------- | ------------------- |
| Ordförande             | S                   | Olof Lundberg       |
| Förste vice ordförande | M                   | Maria Renfors       |
| Andre vice ordförande  | KD                  | Nedzad déumic       |

#### Lista över kommunstyrelsens ordförande
| Namn | Namn             | Tillträdde       | Avgick           | Politisk tillhörighet |
| ---- | ---------------- | ---------------- | ---------------- | --------------------- |
|      | Ove Andersson    | 1 januari 2003   | 30 april 2011    | Moderaterna           |
|      | Kent Sylvan      | 1 maj 2011       | 5 augusti 2013   | Moderaterna           |
|      | Sofia Westergren | 5 augusti 2013   | 13 mars 2017     | Moderaterna           |
|      | Bo Pettersson    | 13 mars 2017     | 12 november 2020 | Socialdemokraterna    |
|      | Olof Lundberg    | 12 november 2020 |                  | Socialdemokraterna    |

#### Övriga nämnder
Överförmyndarnämnden är gemensam med kommunerna Lilla Edet, Orust och Tjörn. Nämnden har en ledamot från vardera kommun.
| Nämnd                      | Ordförande | Ordförande       | Förste vice ordförande | Förste vice ordförande | Andre vice ordförande | Andre vice ordförande |
| -------------------------- | ---------- | ---------------- | ---------------------- | ---------------------- | --------------------- | --------------------- |
| Krisledningsnämnden        | S          | Olof Lundberg    | V                      | Annika Åberg-Darell    |                       |                       |
| Tekniska myndighetsnämnden | S          | Morgan Andersson | C                      | Maria Palm             |                       |                       |
| Valnämnden                 | S          | Bo Pettersson    | M                      | Maggie Robertsson      | Ob.                   | Johan Thunberg        |

Källa:

### Vänorter
- Frederiksværk i Danmark
- Odda i Norge
- Vittis i Finland

## Ekonomi och infrastruktur

### Näringsliv
Sedan början av 1960-talet har området som utgör kommunen utvecklats till en viktig industriell knutpunkt. Den petrokemiska industrin är central, med företag som Borealis AB, Akzo Nobel Surface Chemistry AB, Inovyn Sverige AB och Perstorp Oxo AB som framträdande aktörer. Dessa företag är i stor utsträckning koncentrerade till centralorten. Bilfingerkoncernen är också närvarande i centralorten och verkar inom konstruktions- och byggindustrin. Förutom industri är turismen av stor betydelse i kommunen.

### Infrastruktur

#### Transporter

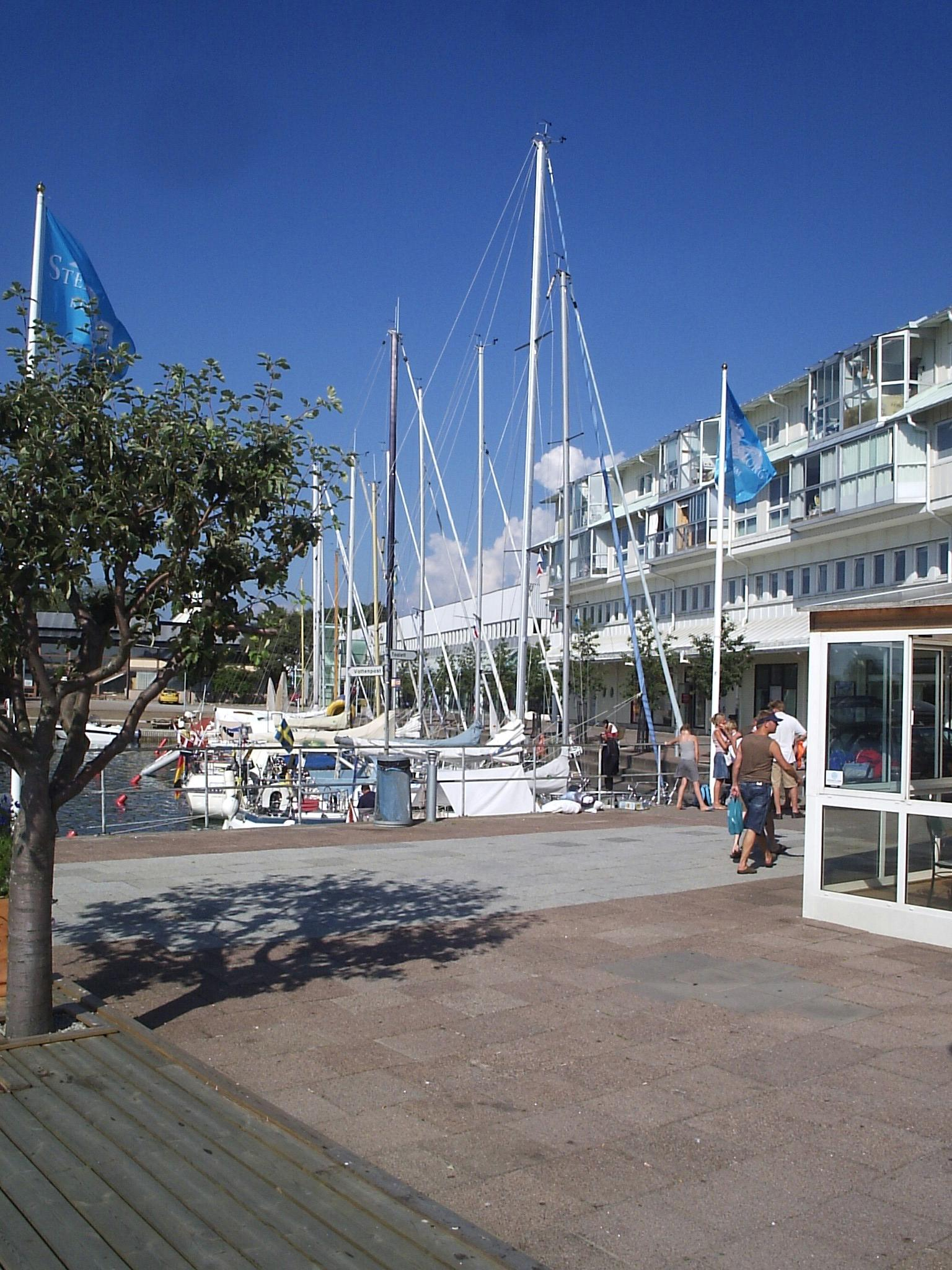
Gästhamnen i Stenungsund

I nord-sydlig riktning genomkorsas kommunen av E6 som är en del av den viktiga motorvägen mellan Oslo och Köpenhamn via Göteborg. Kommunen trafikeras även av järnvägen Bohusbanan med regiontågen Västtågen mellan Göteborg och Uddevalla och Strömstad med stopp i Stora Höga, Stenungsund och Svenshögen. I väster finns en broförbindelse med ön Tjörn och en färjeförbindelse med ön Orust.

## Befolkning

### Befolkningsutveckling
Kommunen har 27 851 invånare (31 december 2024), vilket placerar den på 96:e plats avseende folkmängd bland Sveriges kommuner.
| Befolkningsutvecklingen i Stenungsunds kommun 1970–2020 | Befolkningsutvecklingen i Stenungsunds kommun 1970–2020 | Befolkningsutvecklingen i Stenungsunds kommun 1970–2020 | Befolkningsutvecklingen i Stenungsunds kommun 1970–2020 | Befolkningsutvecklingen i Stenungsunds kommun 1970–2020 |
| ------------------------------------------------------- | ------------------------------------------------------- | ------------------------------------------------------- | ------------------------------------------------------- | ------------------------------------------------------- |
|                                                         |                                                         |                                                         |                                                         |                                                         |
| År                                                      |                                                         |                                                         | Folkmängd                                               |                                                         |
| 1970                                                    | 1970                                                    |                                                         | 12 546                                                  |                                                         |
| 1975                                                    | 1975                                                    |                                                         | 14 617                                                  |                                                         |
| 1980                                                    | 1980                                                    |                                                         | 16 091                                                  |                                                         |
| 1985                                                    | 1985                                                    |                                                         | 17 034                                                  |                                                         |
| 1990                                                    | 1990                                                    |                                                         | 18 640                                                  |                                                         |
| 1995                                                    | 1995                                                    |                                                         | 19 852                                                  |                                                         |
| 2000                                                    | 2000                                                    |                                                         | 20 679                                                  |                                                         |
| 2005                                                    | 2005                                                    |                                                         | 22 947                                                  |                                                         |
| 2010                                                    | 2010                                                    |                                                         | 24 292                                                  |                                                         |
| 2015                                                    | 2015                                                    |                                                         | 25 508                                                  |                                                         |
| 2020                                                    | 2020                                                    |                                                         | 27 044                                                  |                                                         |

## Kultur

### Kommunvapen
Blasonering: I sköld av silver över en av en vågskura bildad blå stam tre bjälkvis ställda genom svarta strängar förenade svarta rundlar, var och en ovan och nedan genom svarta strängar förenad med en röd rundel.
Det som i blasoneringen beskrivs är en stiliserad framställning av en kolvätekedja. Detta hänger samman med den petrokemiska industrins betydelse i kommunen. Vapnet registrerades hos PRV 1977.